# Rhyacia
Rhyacia är ett släkte av fjärilar som beskrevs av Jacob Hübner 1821. Rhyacia ingår i familjen nattflyn.

## Dottertaxa tillRhyacia, i alfabetisk ordning[1][2]
- Rhyacia achtalensis
- Rhyacia acronycta
- Rhyacia afghanidia
- Rhyacia alagesica
- Rhyacia alaina
- Rhyacia alexandra
- Rhyacia arenacea
- Rhyacia asella
- Rhyacia astuta
- Rhyacia augurides
- Rhyacia banghaasi
- Rhyacia bella
- Rhyacia birivia
- Rhyacia calamochroa
- Rhyacia caradrinoides
- Rhyacia centrifasciata
- Rhyacia citillus
- Rhyacia clemens
- Rhyacia decorata
- Rhyacia deliciosa
- Rhyacia diplogramma
- Rhyacia drueti
- Rhyacia electra
- Rhyacia fasciata
- Rhyacia fusca
- Rhyacia gilva
- Rhyacia griseoalba
- Rhyacia hampsoni
- Rhyacia helvetina
- Rhyacia homichlodes
- Rhyacia hydrilloides
- Rhyacia ignobilis
- Rhyacia isshikii
- Rhyacia junonia
- Rhyacia ledereri
- Rhyacia lhassen
- Rhyacia livia
- Rhyacia lucipeta
- Rhyacia minor
- Rhyacia mirabilis
- Rhyacia monochroma
- Rhyacia mus
- Rhyacia musculus
- Rhyacia nepalensis
- Rhyacia nyctymerides
- Rhyacia nyctymerina
- Rhyacia obscurata
- Rhyacia obscurior
- Rhyacia oreas
- Rhyacia oxytheca
- Rhyacia pallida
- Rhyacia pallidifrons
- Rhyacia polita
- Rhyacia pretiosa
- Rhyacia pronycta
- Rhyacia protensa
- Rhyacia psammia
- Rhyacia pseudosimulans
- Rhyacia punctinotata
- Rhyacia pyrenaica
- Rhyacia pyrophila
- Rhyacia quadrangula
- Rhyacia radicea
- Rhyacia rava
- Rhyacia rehnensis
- Rhyacia rjabovi
- Rhyacia roseoflava
- Rhyacia schistochroa
- Rhyacia scythropa
- Rhyacia signata
- Rhyacia similis
- Rhyacia simulans
- Rhyacia stavroitiacus
- Rhyacia subdecora
- Rhyacia suffusa
- Rhyacia tenera
- Rhyacia thapsina
- Rhyacia thianschanica
- Rhyacia tristis
- Rhyacia umbratus
- Rhyacia xanthopasta